# Juana Pimentel
Juana Pimentel (ca. 1415 - 1484) was een Spaanse edelvrouw en een van de machtigste vrouwen in het koninkrijk Castilië rond 1450.

## Afkomst
Juana Pimentel was de dochter van Rodrigo Alonso Pimentel, 2e graaf van Benavente en diens vrouw Leonor de Alba de Liste. Ze was een nicht van de koning Johan II van Castilië. 

## Huwelijk met Álvaro de Luna
Op 27 januari 1431 trouwde Juana met Álvaro de Luna. Álvaro de Luna was door zijn invloed op koning Johan II van Castilië een van de machtigste mannen van het koninkrijk geworden. Over Juana’s leven voordat Álvaro de Luna ter dood werd veroordeeld is weinig bekend. 
Toen ze trouwde kreeg ze van haar vader, als bruidsschat de heerlijkheid van Arenas de San Pedro in Ávila mee. Nadat de bezittingen van Álvaro de Luna in beslag waren genomen, bleef de streek rond Arenas als enige legitieme bezit over. Juana woonde met Álvaro een deel van de tijd in Escalona en een ander deel in Madrid, waar zij in 1435 een zoon baarde, Juan, van wie de koningen peetoom werden. Álvaro was een buitenechtelijk kind uit een adellijke familie met minder aanzien dan de Pimentels. 
In 1453 viel Álvaro de Luna in ongenade, misschien door toedoen van die nieuwe vrouw van Johan II, Isabella van Portugal, of door toedoen van prins Hendrik en diens beschermeling Juan Pacheco. Op 2 juni 1453 werd Álvaro onthoofd.

## De trieste gravin

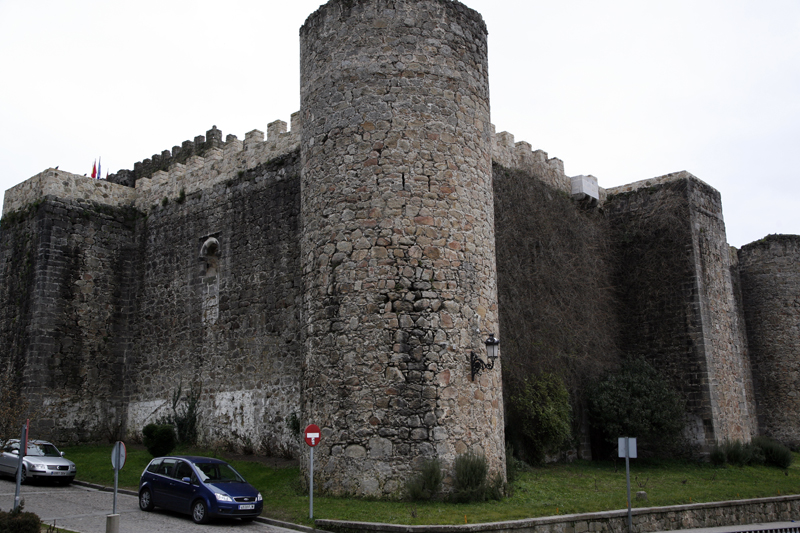
Het kasteel van de trieste gravin in Arenas de San Pedro

Nadat Álvaro gevangen was genomen verschanste Juana zich met haar kinderen in het kasteel van Escalona. Ze onderhandelde met de koning over de erfenis van Álvaro. In ruil voor een som geld, het kasteel van Escalona en andere bezittingen in Extremadura ontving Juana de steden Montalbán, San Martín de Valdeiglesias, Castillo de Bayuela, Méntrida, en La Torre de Esteban Hambrán. Arenas de San Pedro mocht ze houden. 
Het land dat de koning aan Álvaro had geschonken maakte geen deel uit van diens erfenis. Het viel weer terug aan de koning. Toen Johan II de bezittingen van Alvaro opnieuw aan Juana gaf handelde hij daarmee tegen het Castiliaanse recht. Op deze manier werd Juana weliswaar rijker, maar was ze ook afhankelijk van de goedheid van de koning. Koning Johan II stierf in 1454 en werd opgevolgd door Hendrik IV. 
In 1456 stierf haar zoon Juan de Luna y Pimentel. In zijn testament had hij bepaald dat Juana de voogd zou worden van zijn nog ongeboren kind. Zo werd zijn moeder de toezichthouder, niet alleen van het kind, maar ook van al haar toekomstige bezittingen. Zijn vrouw, Leonor de Zúñiga, werd in zijn erfenis buiten beschouwing gelaten.
Zo werd Juana’s kleindochter genaamd Juana de Luna, een van de meest begeerde bruiden van het land. De markies van Villena, Juan Pacheco en het hoofd van de Mendozas, Diego Hurtado de Mendoza streden namens hun zoons om haar hand. Juana koos ten slotte voor de Mendozas. Tegen de wil van koning Hendrik IV in tekende ze een overeenkomst met Diego Hurtado de Mendoza. 
Hendrik IV was bevriend met Juan Pachego en wilde dat diens zoon, Diego López Pacheco met de kleindochter van Juana zou trouwen. De Mendozas en de Pachecos werden zo aartsvijanden. Nu viel de koning de kastelen van haar kleindochter aan. Juana moest zich overgeven en Hendrik IV eiste dat ze de voogdij uit handen gaf. Juana zocht samen met haar dochter en haar kleindochter toevlucht in het kasteel van Arenas de San Pedro. Diego Hurtado de Mendoza stuurde zijn zoon Iñigo López de Mendoza (1438-1500) naar het kasteel dat door de troepen van de koning werd belegerd. Iñigo wist ongezien naar binnen te komen en trouwde daar met Juana's dochter María. Juana Pimentel ontsnapte daarna met haar dochter en kleindochter naar het kasteel van Montalbán, maar moest zich na een belegering alsnog overgeven. Haar kleindochter werd gegijzeld en moest in 1459 alsnog met Diego López Pacheco trouwen.
Hendrik IV veroordeelde Juana Pimentel ter dood, maar een paar maanden later werd ze dankzij de invloed van de Mendozas toch vrijgelaten. Juana weigerde het huwelijk met Diego López Pacheco  te erkennen. De koning werd kwaad en nam haar de bezittingen van Montalbán af en gaf deze aan Juan Pacheco. 
Hendrik IV stierf in 1474. Om de bezittingen die ze over had in de familie te houden creëerde Juana met toestemming van Isabella I van Castilië een mayorazgo. Zo wist ze alsnog te bewerkstelligen dat haar dochter María haar bezittingen in 1484 erfde.
Vanwege alle ellende die ze moest meemaken kreeg Juana de bijnaam de trieste gravin, la triste condesa.

## Nageslacht
Met Álvaro de Luna kreeg Juana twee kinderen:
- Juan de Luna y Pimentel (Madrid, 1435-1456)
- María de Luna (ca. 1440- )